# Christoph Mory
Christoph Mory (* 23. November 1970 in West-Berlin) ist ein deutscher Schauspieler.

## Leben
Christoph Mory spielte seine erste Hauptrolle mit zwölf Jahren in dem Film Warten bis Lili kommt. Er absolvierte von 1993 bis 1996 ein Studium an der Berliner Schule für Schauspiel.
Von Kind an spielt er in unterschiedlichen Formaten kleine bis große Rollen. Einem breiteren Publikum wurde er durch Hauptrollen in Serien wie Herzschlag – Das Ärzteteam Nord, Bianca – Wege zum Glück, Rote Rosen und Verbotene Liebe bekannt. Er wirkte als Schauspieler vor der Kamera in bislang mehr als 50 Film-und-Fernsehproduktionen mit.
Im Jahr 2014 absolvierte er zusätzlich eine Ausbildung bei Sigrid Andersson als Schauspielcoach, in dessen Funktion er unter anderem von 2016 bis 2022 bei der Serie Gute Zeiten, schlechte Zeiten agierte.

## Filmografie
- 1982: Warten bis Lili kommt
- 1984: Rache am Ernst (Kurzfilm)
- 1986: Zwischen den Zeiten
- 1993: Religiöse Grundbegriffe
- 1994: Im Zweifel für …
- 1995: Feuerbach
- 1996–1997: OP ruft Dr. Bruckner (Fernsehserie, 13 Folgen)
- 1997: Alphateam – Die Lebensretter im OP (Fernsehserie, 1 Folge)
- 1997: Für alle Fälle Stefanie (Fernsehserie, 2 Folgen)
- 1997: Das Vorsprechen (Kurzfilm)
- 1997: I’m leaving you
- 1998: Fieber
- 1998: Operation Phoenix
- 1998: Gute Zeiten, schlechte Zeiten (Fernsehserie, 3 Folgen)
- 1999: Mallorca – Suche nach dem Paradies (Fernsehserie, 6 Folgen)
- 1999–2002: Herzschlag – Das Ärzteteam Nord (Fernsehserie, 70 Folgen)
- 2000: Großstadtträume
- 2000: Polar (Kurzfilm)
- 2001: Braindogs (Kurzfilm)
- 2001: Marienhof (Fernsehserie, 12 Folgen)
- 2002: Der Glücksbote
- 2002: Der Millennium Mann
- 2002: Echte Männer
- 2002: Wir
- 2004–2006: Schloss Einstein (Fernsehserie, 20 Folgen)
- 2004–2005: Bianca – Wege zum Glück (Fernsehserie, alle Folgen)
- 2005: Hinter Gittern – Der Frauenknast (Fernsehserie, 2 Folgen)
- 2005: Rosamunde Pilcher: Sommer des Erwachen
- 2005: Unser Charly (Fernsehserie, 1 Folge)
- 2005: Der Ferienarzt im Tessin
- 2005: Dichtung und Klarheit
- 2006: Der Schundroman (Kurzfilm)
- 2006–2024: In aller Freundschaft (Fernsehserie, 2 Folgen, verschiedene Rollen)
- 2006: Sophie – Braut wider Willen (Fernsehserie, 1 Folge)
- 2006–2008: Rote Rosen (Fernsehserie, 270 Folgen)
- 2007: Unschuld
- 2009: Die Tracht
- 2009: Rosamunde Pilcher: Entscheidung des Herzens
- 2009: Inga Lindström: Sommermond
- 2009–2018: Notruf Hafenkante (Fernsehserie, 2 Folgen, verschiedene Rollen)
- 2011–2015: Die Rosenheim-Cops (Fernsehserie, 2 Folgen, verschiedene Rollen)
- 2011–2014: Verbotene Liebe (Fernsehserie, 350 Folgen)
- 2013: Schlafwandler
- 2014: Lupus Perditus – Der verlorene Wolf
- 2014: Dora Heldt: Unzertrennlich
- 2016: Herzensbrecher – Vater von vier Söhnen (Fernsehserie, 1 Folge)
- 2018–2023: Bettys Diagnose (Fernsehserie, 2 Folgen, verschiedene Rollen)
- 2018–2023: SOKO Wismar (Fernsehserie, 2 Folgen, verschiedene Rollen)
- 2018: Familie Dr. Kleist (Fernsehserie, 1 Folge)
- 2018: Die Spezialisten – Im Namen der Opfer (Fernsehserie, 1 Folge)
- 2019: SOKO Leipzig (Fernsehserie, 1 Folge)
- 2019: Virus Mensch
- 2021: Alarm für Cobra 11 – Die Autobahnpolizei (Fernsehserie, 1 Folge)
- 2021–2022: Sturm der Liebe (Fernsehserie, 107 Folgen)
- 2022: Tatort: Mord unter Misteln
- 2025: SOKO Stuttgart (Fernsehserie, Folge: Waldesruh)